# Condat-sur-Trincou
Condat-sur-Trincou è un comune francese di 512 abitanti situato nel dipartimento della Dordogna nella regione della Nuova Aquitania.

## Società

### Evoluzione demografica
Abitanti censiti